# Verkebäcksbron
Verkebäcksbron invigdes 1956 och går på E22 över orten och dalen Verkebäck i Västerviks kommun. Tidigare gick vägen ner i dalen, igenom orten Verkebäck. I och med brobygget slapp orten ett mångårigt miljöproblem och trafiken kunde flyta smidigare och trafiksäkrare förbi.
Under 2008 och 2009 restaurerades bron. Bland annat försågs den med nya kantbalkar och räcken. Åtgärder för att komma till rätta med att snö och grus nedfaller på de underliggande husen vidtogs också. Under renoveringen var ett körfält åt gången avstängt och hastigheten begränsad till 50 kilometer i timmen.
För att klara högre krav på bärighet planerar Trafikverket att ersätta bron med en ny med byggstart cirka 2030-2032.